# Ordinances
Die Ordinances, auch Ordinances of 1311, waren eine Zusammenstellung von Gesetzesverordnungen, die die Herrschaft des englischen Königs Eduard II. reformieren sollten.

## Entstehung
Bereits kurz nach Beginn der Herrschaft von Eduard II. hatte eine Gruppe von Adligen im Boulogne Agreement ihren Unmut über die Herrschaft des Königs geäußert. Die Adligen sorgten sich über die Fortführung des Krieges mit Schottland, der bereits seit 1297 andauerte und die Finanzen, die Wirtschaft und die Politik des Reiches stark belastete. Ein besonderer Streitpunkt war dazu der königliche Günstling Piers Gaveston, den der König zum Earl of Cornwall erhoben hatte. Gaveston brüskierte jedoch mit seinem Verhalten die Adligen, dazu wurde er verdächtigt, mit dem König eine sexuellen Beziehung zu haben. Nachdem der König bereits einmal einem Exil Gavestons zugestimmt hatte, ihn dann jedoch umgehend zurückholte, und nachdem er zugesagte Reformvorschläge nicht umgesetzt hatte, blieben die führenden Magnaten des Reiches, vor allem Thomas Plantagenet, 2. Earl of Lancaster, Henry de Lacy, 3. Earl of Lincoln, Warwick, Arundel und Oxford einer königlichen Ratsversammlung im Oktober 1309 fern. Während des Parlaments von Westminster im Februar 1310 musste sich der König schließlich dem Druck der Barone beugen, die mit seiner Absetzung drohten. Er stimmte der Wahl eines 21-köpfigen Komitees aus Bischöfen und Baronen, den sogenannten Lords Ordainer, zu, das bis zum 29. September 1311 konkrete Reformvorschläge machen sollte. Als Lords Ordainer wurden sowohl Freunde des Königs, wie der Earl of Richmond, aber auch erbitterte Gegner wie der von König als Treasurer abgesetzte Walter Langton als Bischof von Lichfield gewählt. Die genaue Auflistung der Lords Ordainer ist umstritten, zu ihnen gehörten sicher neben den Earls von Lincoln, Lancaster, Arundel und Warwick die Earls von Pembroke, Gloucester und Hereford, Erzbischof Robert Winchelsey von Canterbury, die Bischöfe John Langton von Chichester, Ralph Baldock von London, Simon Ghent von Salisbury, John Salmon von Norwich und David Martin von St. David’s sowie die Barone Hugh de Vere, Hugh de Courtenay, Robert Clifford, John Grey, William Marshal und William Martin. Am 3. August 1311 legten die Lords Ordainer schließlich dem König ihre Arbeit in 41 Verordnungen, den sogenannten Ordinances, vor.

## Inhalt
Die Lords Ordainer verlangten die Einhaltung der Magna Carta und dass der König seine Magnaten als Ratgeber anhörte. Für die Probleme des Königs machten sie schlechte Ratgeber verantwortlich. Der Lordkanzler, der Lord High Treasurer und weitere führende Beamte sollten nur nach Beratung durch und mit Billigung des Parlaments ernannt werden dürfen, und sie verlangten speziell die Verbannung von einigen verhassten Günstlingen, vor allem von Gaveston. Dabei sollte dieser nicht nur aus England, sondern auch aus Wales, Schottland, Irland und aus den in Frankreich liegenden Territorien des Königs für immer und ohne Aussicht auf Rückkehr verbannt werden.
Daneben umfassten die Ordinances eine Auflistung von Reformvorschlägen, darunter:
- der König darf ohne Zustimmung der Barone keinen Krieg führen oder das Land verlassen,
- der König darf ohne Billigung der Barone im Parlament keine Landschenkungen und Privilegien vergeben. Alle Schenkungen, die seit der Ernennung der Lords Ordainer gemacht wurden, sind nichtig, solange der König seine Schulden nicht beglichen hat,
- der König darf keine Lebensmittel ohne sofortige Bezahlung für seinen Hof requirieren,
- die Zolleinnahmen sollen direkt an den Exchequer entrichtet werden, ihre Erhebung darf nicht mehr an ausländische Bankiers verpachtet werden. Die Staatseinkünfte fließen nicht direkt an den königlichen Haushalt, sondern werden vom Exchequer erhoben,
- die Parlamente sollen regelmäßig abgehalten werden, damit Beschwerden zeitnah vorgebracht werden können.

Andererseits beließen die Ordinances die Regierungsgewalt beim König und seinen Ministern. Anders als während der Adelsopposition in den 1250er Jahren unter König Heinrich III., die zum Zweiten Krieg der Barone geführt hatte, sollte kein Rat die tatsächliche Regierung übernehmen.

## Folgen
Am 16. August wurden die Ordinances im Parlament in Westminster offiziell beraten. König Eduard II. weigerte sich zunächst strikt, sie anzuerkennen, da sie seine Souveränität klar einschränkten und da er sich dem endgültigen Exil Gavestons widersetzte. Schließlich musste er dem Druck der Barone nachgeben und stimmte den Ordinances zu. Am 27. September 1311 wurden die Ordinances in der St Paul’s Cathedral in London verkündet. Bereits am 12. Oktober wandte sich der König an den Papst, um die Ordinances annullieren zu lassen, und der Machtkampf zwischen dem König mit den Baronen setzte sich während der weiteren Herrschaft des Königs fort. Erst nach seinem vollständigen Sieg über die Adelsopposition im Despenser War konnte der König die Ordinances 1322 durch das Parlament aufheben lassen.